# Prosopocera parinsignis
Prosopocera parinsignis là một loài bọ cánh cứng trong họ Cerambycidae.